# ActuSF
 (juillet 2018).
ActuSF est une maison d'édition née en 2003 à la suite du webzine du même nom. Elle publie des romans et nouvelles relevant des littératures de l'imaginaire (science-fiction, fantasy, fantastique). Elle est mise en liquidation judiciaire en 2023, avant d'être reprise par Pollen Diffusion et le groupe éditorial Salomon-Sansonnet. 

## Histoire
Le projet initial était de publier de petits recueils de nouvelles ou des romans courts (novellas) dans les domaines de la science-fiction, du fantastique et de la fantasy.
Le rythme de parution s'est fortement accéléré à partir de 2007 avec la publication depuis cette date d'une dizaine de titres par an[réf. souhaitée], essentiellement avec des auteurs français dans la collection des « Trois Souhaits » comme Sylvie Lainé, Roland C. Wagner, Jean-Marc Ligny, François Darnaudet, Thierry Di Rollo, Sylvie Denis, Laurent Genefort, Laurent Queyssi, Etienne Barillier, Jean-Michel Calvez ou Thierry Marignac.
En mai 2010, ActuSF a lancé une collection intitulée « Perles d'Épice », destinée aux auteurs étrangers avec la publication de titres de Robert Silverberg, Robert Heinlein, Nancy Kress, Jack Vance et George R. R. Martin.
Depuis 2009, ActuSF publie l'anthologie officielle des Utopiales, avec des nouvelles de Neil Gaiman, Robert Charles Wilson, Larry Niven, Lucius Shepard, Tim Powers, Tommaso Pincio, James Morrow, Ian McDonald, Pierre Bordage, Ayerdhal, Roland C. Wagner et al.
En 2013, elle fonde le collectif des Indés de l'imaginaire avec les éditions Mnémos et Les Moutons électriques (ils partagent notamment ensuite la collection de poche Hélios et sa déclinaison polar Hélios Noir). En 2016, les éditions Actusf lancent la série jeunesse, dont le premier titre est le roman Aventures à Guédelon de Danielle Martinigol. En 2019, les éditions ActuSF se dotent d'une collection de textes illustrés intitulée ActuSF Graphic.
Outre leurs différentes collections, ActuSF décerne un prix littéraire créé en 2011, le prix ActuSF de l'Uchronie, destiné à récompenser les meilleurs ouvrages relevant du genre de l'uchronie.
Le 4 septembre 2023, ActuSF annonce sur leurs réseaux sociaux que la maison d'édition a été mise en liquidation par le tribunal de commerce de Chambéry. En octobre 2023, le même tribunal accepte l'offre d'acquisition d'ActuSF par Pollen Diffusion et le groupe éditorial Salomon-Sansonnet. Jérôme Vincent demeure directeur général et s'occupe de la partie éditoriale en équipe.

## Photographies

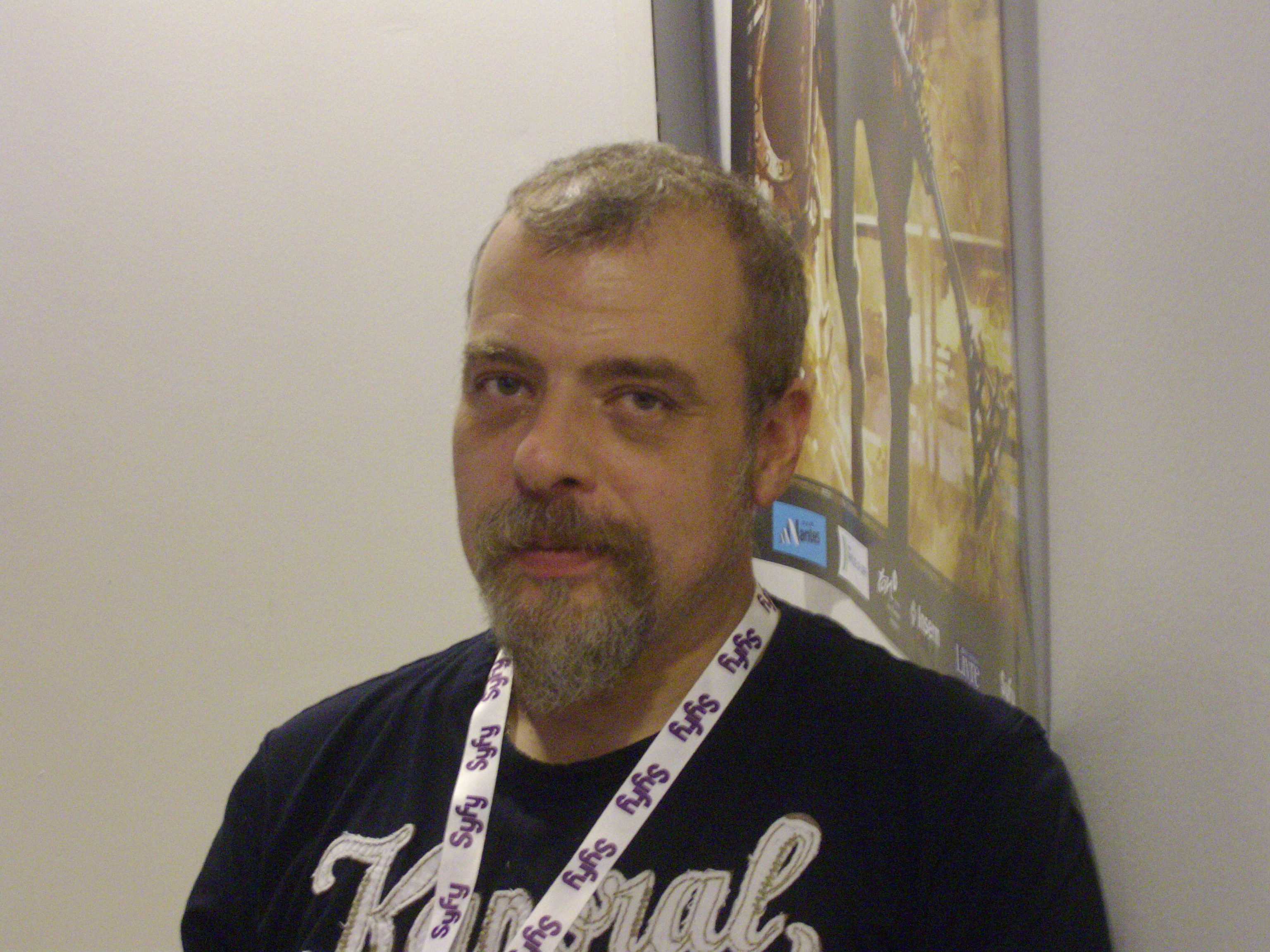
Éric Holstein aux Utopiales (Nantes), en 2011.
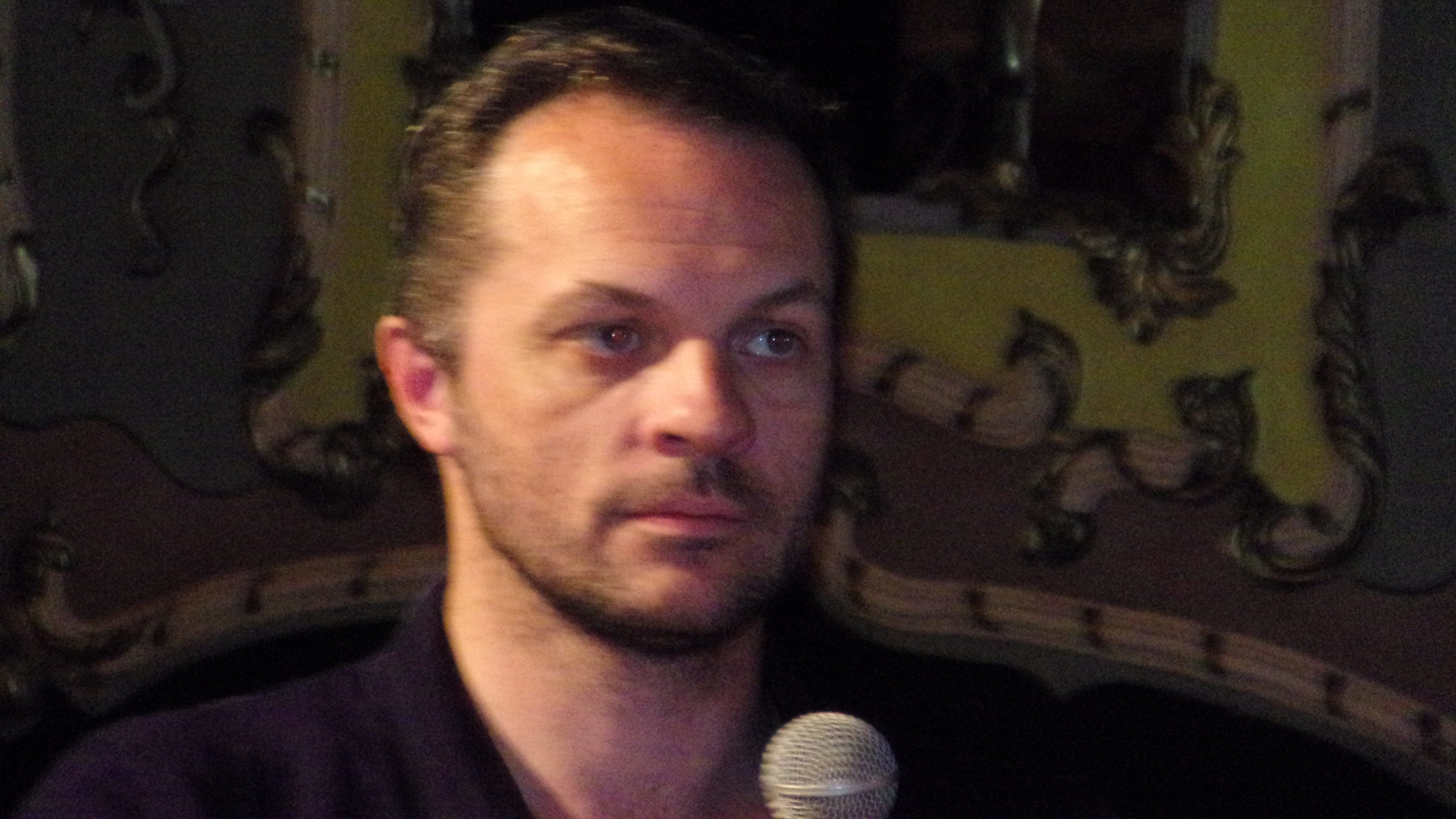
Jérôme Vincent aux Imaginales (Épinal), le 20 mai 2017.